# SO-DIMM

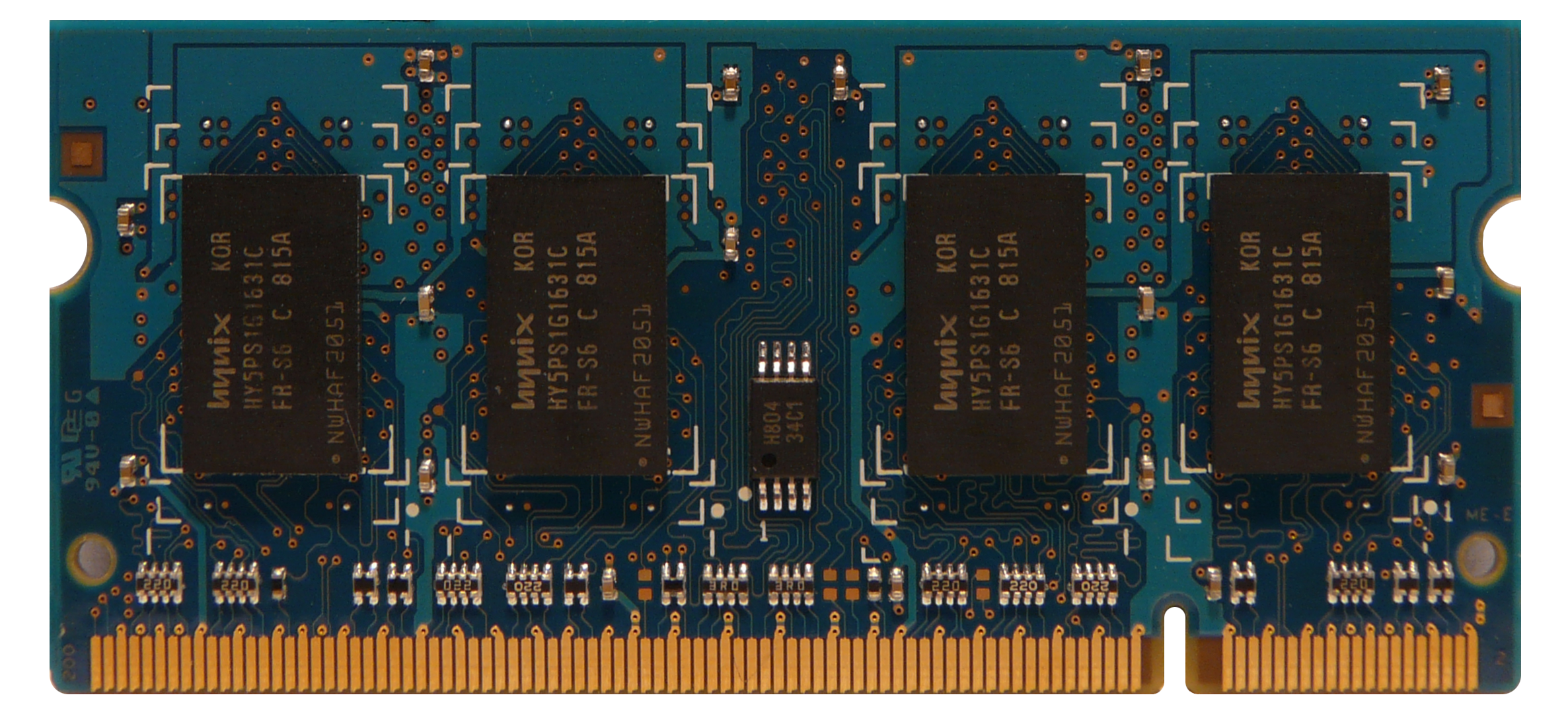
SO-DIMM DDR2 PC6400.

Un SO-DIMM, pour « small outline dual in-line memory module » (en français, « module mémoire de petit format à double rangée ») est un format de barrette de mémoire vive dynamique.
Les SO-DIMM sont une alternative de taille plus compacte que les DIMM, car ils sont environ deux fois moins longs. En tant que tels, les SO-DIMM sont principalement utilisés dans les ordinateurs portables, les petits PC (comme ceux équipés d’une carte mère au format Micro-ATX), certains PC tout-en-un, les imprimantes de bureau haut de gamme, et des équipements pour réseaux comme des routeurs.

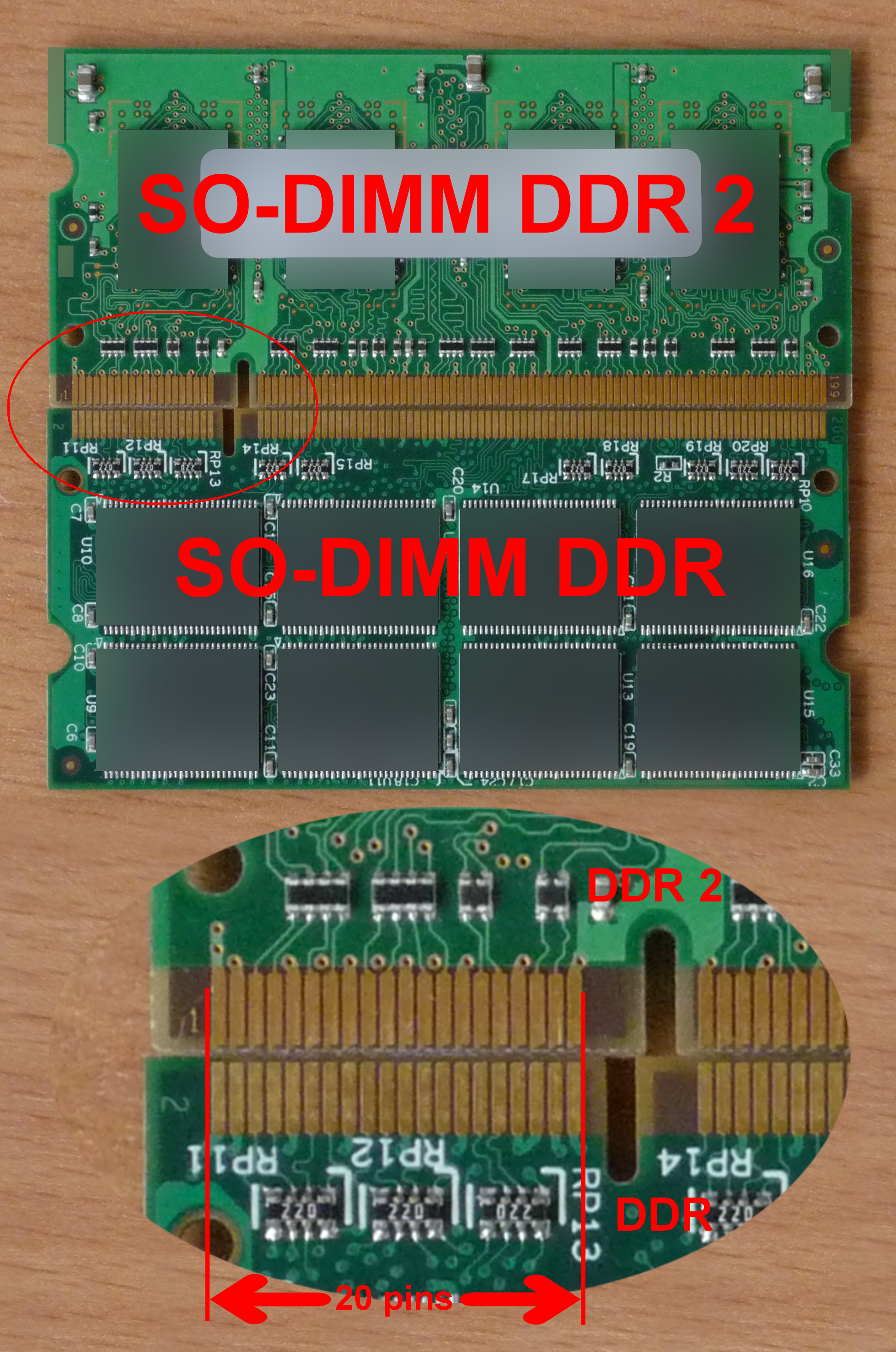
Différence de position de l'encoche entre une SO-DIMM DDR et SO-DIMM DDR2.

Les SO-DIMM possèdent 100, 144, 200 ou 204 broches (en anglais : pins), voire 260 pour la DDR4. Ceux avec 100 broches supportent le transfert de données en 32 bits, alors que les autres fonctionnent en 64 bits. Ceci est à comparer avec les modules DIMM classiques qui possèdent 168, 184, 240 ou 288 broches, mais fonctionnant tous en mode 64 bits.
Les différents types de SO-DIMM sont facilement identifiables par les encoches qui se trouvent au niveau de la rangée de broches : les modules à 100 broches possèdent deux encoches, ceux à 144 broches en ont une seule située presque au milieu, et ceux à 200 en ont aussi une seule, mais plus éloignée du centre que la précédente.
Cependant, pour ces derniers SO-DIMM à 200 broches, l’emplacement de l’encoche est quasiment similaire : après la vingtième broche. Afin de les différencier : si l’encoche est plus proche du côté à 20 broches, il s’agit d’un module de mémoire DDR ; si l’encoche est plus vers le côté des 180 broches, il s’agit bien de mémoire DDR2. Ces deux types de mémoire ne sont pas interchangeables, c’est pourquoi la position de l’encoche est légèrement différente.
Les modules SO-DIMM sont plus ou moins alimentés de la même façon que les modules DIMM, et comme la technologie progresse vite, ils sont disponibles dans les mêmes gammes de vitesse que les DIMM (par exemple en PC3200, avec des vitesses d’horloge telles que 2.0, 2.5 et 3.0 de latence CAS), et des capacités de 512 Mio, 1 Gio, etc.